# Paulo Wagner
 Paulo Wagner Leite Dantas  (Areia Branca, 19 de julho de 1962 — Nísia Floresta, 29 de dezembro de 2019), mais conhecido como  Paulo Wagner , foi um apresentador, radialista e político brasileiro. Foi deputado federal pelo Rio Grande do Norte e vereador da cidade de Natal.

## Morte
Aposentado por problemas de saúde em 2014, ele sofreu um infarto fulminante na noite de 29 de dezembro de 2019, aos 57 anos de idade em um apartamento na Praia de Pirangi em Nísia Floresta.